# سنگ‌نوردی
سنگ‌نوردی یا صخره‌نوردی گونه‌ای فعالیت است که فرد با استفاده از طناب و ابزار فنی ویژه (و در مواردی بدون آن ) به بالا و پایین رفتن یا حرکت افقی بر روی صخره‌های طبیعی یا دیواره‌های سالنی می‌پردازد.

## رشته‌های سنگ‌نوردی
مسابقات سنگ نوردی داخل سالن در چهار رشته‌برگزار می گردد: بولدرینگ، سرطناب، سرعت و کمباین.

### بولدرینگ (Bouldering)
در این گرایش فرد مسیرهای کوتاه و مهارتی را روی دیواره طبیعی یا مصنوعی صعود می‌کند. در بولدرینگ حمایت با طناب انجام نمی‌شود و برای حمایت فرد از تشک‌های مخصوص به نام بولدرپد (boulder pad) استفاده می‌شود. حد مجاز ارتفاع صعود بولدرینگ سالن معمولاً در حدی است که پایین‌ترین بخش بدن نباید بیشتر از چهار متر از زمین فاصله بگیرد. در رقابت‌های بولدرینگ برخلاف سرطناب فرد می‌تواند بیشتر از یک تلاش بر روی مسیر داشته باشد. در نهایت امتیاز فرد با شمار مسیرهای کامل شده و تلاش‌های لازم توسط او تعیین می‌شود.

#### سنگ‌نوردی سالنی
سنگ‌نوردی در سالن‌های ورزشی indoor climbing که روی دیواره‌های مصنوعی صعود انجام می‌شود (که نام رسمی آن sport climbing است) در ابتدا تلاشی برای شبیه‌سازی سنگ‌نوردی اسپورت در طبیعت بود که به تدریج به رشتهٔ ورزشی مستقلی تبدیل شد. دیواره‌های سنگ‌نوردی سالنی از جنس فایبرگلاس یا چوب هستند. گیره‌های مصنوعی به‌وسیلهٔ پیچ و مهره روی این دیواره‌ها نصب می‌شوند. این رشته هم‌اکنون زیر نظر «فدراسیون جهانی صعودهای ورزشی»  IFSC  فعالیت می‌کند.

### سرطناب
سرطناب عمده‌ترین رشتهٔ سنگ‌نوردی سالنی و طبیعت است. در این رشته فرد مسیری روی دیواره بلند را بالا می‌رود و در هنگام صعود، طناب متصل به هارنس (صندلی صعود) را یک‌به‌یک در حمایت‌های میانی (اسلینگ) می‌اندازد. امتیاز فرد با شمار گیره‌هایی که گرفته‌است مشخص می‌شود. در صورت تساوی دو شرکت کننده درگرفتن گیره‌ها (در مرحله فینال) امتیاز را با توجه به زمان به فرد صعود کننده می‌دهند. یعنی هر چه مدت زمان صعود کمتر باشد امتیاز بیشتری دارد.
یک مسابقه سرطناب معمولا شامل مراحل زیر است:
الف) مرحله مقدماتی، که باید بر روی دو مسیر غیرهمسان برای هر گروه شروع و دسته برگزار شود. هر دوی این مسیرها باید از درجه فنی یکسان و ویژگی‌های مشابهی برخوردار باشد و زمان صعود در این مرحله 1 دقیقه است.
ب) مرحله نیمه نهایی که بر روی یک مسیر برای هردسته برگزار می‌شود؛ و زمان صعود در این مرحله 3 دقیقه است..
ج) مرحله نهایی که بر روی یک مسیر برای هردسته برگزار میشود و زمان صعود در این مرحله 3 دقیقه است. در صورت بروز حوادث پیش‌بینی نشده، رییس هیات داوری می‌تواند یکی از مراحل مسابقه را حذف نماید.
سازه دیواره و گیره‌های صعود باید با استانداردهای تعیین شده در بخش ۳( قوانین عمومی داوری)* مطابقت داشته باشند. سطح دیواره باید این امکان را ایجاد کند که هر مسیر حداقل ۱۵ متر طول و سه متر عرض داشته باشد. بنابه تشخیص رییس هیات داوری، عرض کمتر از ۳ متر می‌تواند برای بخش‌های محدودی از دیواره قابل قبول باشد.
اگر مرحله مقدماتی شامل دو دسته مسیرهای مقدماتی و دو گروه شروع باشد (یعنی 1 مسیر – م) آنگاه هر دسته مسیرها باید با ویژگی‌های مشابه (سبک و خط سیر) ایجاد شوند و درجه مجموع هر گروه مشابه باشد.
تمامی تجهیزات فنی مورد استفاده در مسابقات سرطناب باید دارای استانداردهای لازم ازجمله اتحادیه جهانی کوهنوردی Uiaa تعیین شده باشد. گیره‌های هر مسیر باید به‌صورت متناوب به تصمیم داور و با مشورت سرطراح، پاکسازی شوند. حداکثر تعداد تلاش‌ها پیش از تمیز کردن مسیر، ۲۰ تلاش بوده و عمل تمیز نمودن در طول برگزاری آن مرحله، باید به تناوب و در زمان‌های مساوی، انجام شود.

### سرعت
در ماده سرعت،(wall record)فرد، مسیر سرعت استاندارد تعیین شده توسط فدراسیون جهانی صعودهای ورزشی را با حمایت از بالا به سرعت صعود می‌کند. دیواره استاندارد سرعت (دو لاین) با ۱۵ متر ارتفاع و ۶ متر عرض که در مجموع شامل ۴۰ پنل یک و نیم در یک و نیم متر است. هر پنل دارای ۱۱ ردیف سوراخ افقی و ۱۱ ردیف سوراخ عمودی بوده و با شیب منفی پنج درجه و با فاصله ۲۱ سانت از سطح زمین ، نصب می‌شود. همچنین برای برگزاری مسابقات سرعت تیمی دیواره استاندارد، باید در ۴ لاین که به ابعاد ۱۵ متر ارتفاع و ۱۲ متر عرض می‌باشد، نصب شود. رنگ دیواره سرعت خاکستری است و دارای رزین و بدون هیچ نوع عوارضی، هر مسیر شامل ۳۲ گیره که ۲۱ گیره آن بزرگ و ۱۱ گیره آن سایزکوچک می‌باشد.

## درجه سختی مسیر
یعنی زبان مشترک بین سنگنوردان برای درک بهتر سختی مسیر و مقدار توان لازم برای صعود؛ بنابراین برای مشخص نمودن سختی مسیرهای سنگنوردی از روشهای درجه‌بندی استفاده می‌شود. این روشها درکشورهای گوناگون صورتهای مختلفی دارد. در ایران معمولاً از سامانه اعشاری یوسه میتی استفاده می‌گردد.
این سامانه از ۶ درجه به شرح زیر تشکیل شده‌است:
1. مسیری که در جاهایی از دستها برای حفظ تعادل استفاده می‌شود.
2. مسیری که برای صعود آن حتماً باید از دستها برای گیره گرفتن استفاده کرد.
3. صعود بر روی سنگهای صاف و کمابیش عمودی با گیره‌هایی نه چندان بزرگ.
4. سقوط در این مسیرها خطرناک است و افراد کم تجربه احتیاج به حمایت دارند.
5. هر گونه صعودی که از ابتدا احتیاج به استفاده از طناب و لوازم فنی داشته باسد در این رده قرار می‌گیرد. این رده خود از زیررده‌هایی تشکیل شده‌است که از ۵/۱شروع شده و تا ۵/۱۵ ادامه می‌یابد.
6. به مسیرهای صخره‌نوردی که گیره ای برای گرفتن و صعود به صورت طبیعی ندارند و با استفاده از ابزار فنی صخره‌نوردی به صورت مصنوعی صعود می‌شوند.

برای درجه‌بندی سختی مسیرهای طبیعی به این فاکتورها توجه می‌شود:
دشواری تکنیک لازم برای صعود مسیر و میزان تکرار آن در کل مسیر. در آخر حروف a, b، c, d برای تقسیم‌بندی هر عدد به کارمی رود. برای نمونه: ۵٫۱۰c. مسیرهای ۵٫۹ برای آموزش به مبتدیان به کار می‌روند. ۵٫۱۰ و ۵٫۱۱ کمی پیشرفته‌ترند و برای مسابقات سطح پایین استفاده می‌شوند. ۵٫۱۲ و ۵٫۱۳ ویژه مسابقات سطح بالاترند و ۵٫۱۴ و ۵٫۱۵ سخت‌ترین مسیرهای صعود شده هستند.

### درجه‌بندی در بولدرینگ (سنگ کوتاه)
بولدرینگ در واقع به صعود از تکه‌های سنگ بزرگ جدا شده از صخره‌ها که ارتفاع آنها زیر نه متر است گفته می‌شود.

## در ایران

### مدیریت
متولی دولتی رشته صعودهای ورزشی در ایران فدراسیون کوهنوردی و صعودهای ورزشی جمهوری اسلامی ایران است.
رضا علی‌پور شنازندی‌فرد قهرمان جهان و دارنده سابق رکورد جهانی سنگ‌نوردی سرعت با ثبت زمان ۵ ثانیه و ۴۸ صدم ثانیه و همچنین دارنده رکورد جدید سنگ‌نوردی سرعت ایران با ثبت زمان ۵ ثانیه و ۵ صدم ثانیه است. علی‌پور در سال ۱۳۹۲ توانست اولین مدال تاریخ سنگ‌نوردی ایران را در مسابقات جهانی کسب کند. او همچنین برای نخستین‌بار، ایران را صاحب سهمیه در ماده سرعت المپیک تابستانی ۲۰۲۴ پاریس گردانید.

### دیواره‌های طبیعی در ایران
- علم‌کوه (در دو بخش شمالی و غربی) در استان مازندران-کلاردشت. این دیواره به بلندی نزدیک به ۴۵۰ متر به قله علم‌کوه می‌رسد که دومین قله بلند ایران (۴۸۵۰ متر) است. از مسیرهای شناخته‌شده دیواره شمالی علم‌کوه می‌توان به لهستانی‌ها (۴۸، ۵۰ و ۵۲) - روست علایی - فرانسوی‌ها - آرش - همدانی‌ها - اراکی‌ها اشاره کرد.
- بیستون این دیواره در استان کرمانشاه ۱۲۰۰ متر بلندی دارد؛ و از مسیرهای شناخته‌شده آن می‌توان به جان پناه - کام اژدها - هاری روست - منصور علایی اشاره کرد.
- یافته این دیواره ۱۳۰۰ متر در استان لرستان و دوازده کیلومتری شهر خرم‌آباد قرار دارد. از مسیرهای شناخته‌شده آن می‌توان به مسیر دژ -خشایار- آریا-و ... اشاره کرد.
- لجور در شهرستان شازند اراک، دیدار و تولد از جمله مسیرهای شناخته‌شده این دیواره هستند.
- اخلمد این دیواره در استان خراسان رضوی و شهرستان مشهد قرار دارد. سفید - آشیانه - سعید از مسیرهای شناخته‌شده این دیواره هستند.
- پل خواب این دیواره در استان البرز قرار دارد و پرترددترین دیواره ایران است. مسیرهای شناخته‌شده آن: سی سخت - چکش - برونو - اچ - چکاد - آرزو - یاد یاران - ایران سوئیس هستند.
- ستوده این دیواره در جنوب استان قم و بزرگراه آیت الله بروجردي قرار دارد. در سال ۱۴۰۰ با اقبال علاقه مندان استان مسیرهای آن با نام‌های: پاییز - کباب - توسعه یافت.

## نگارخانه

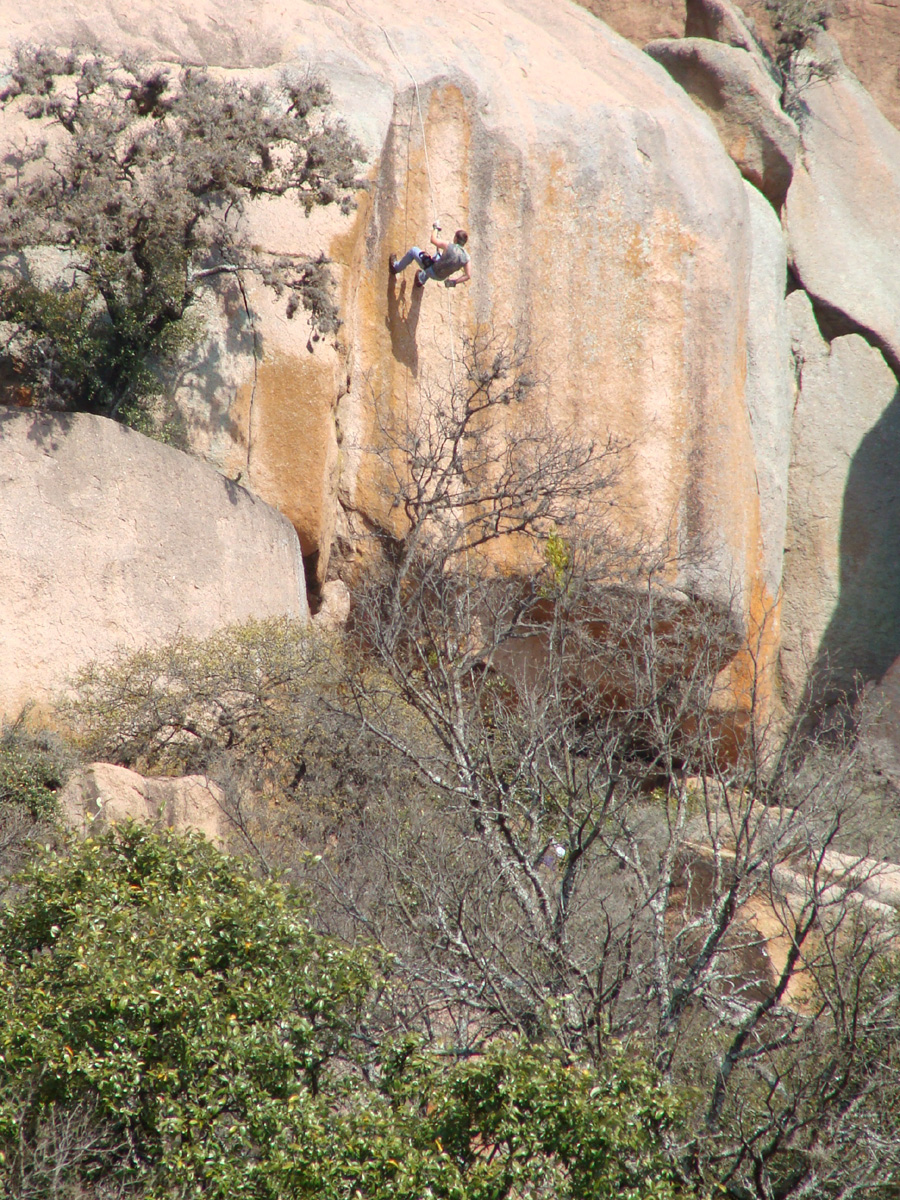
سنگ‌نوردی در پارک ایالتی سنگ سحرآمیز
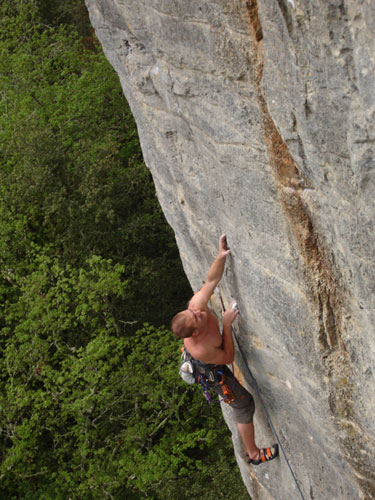
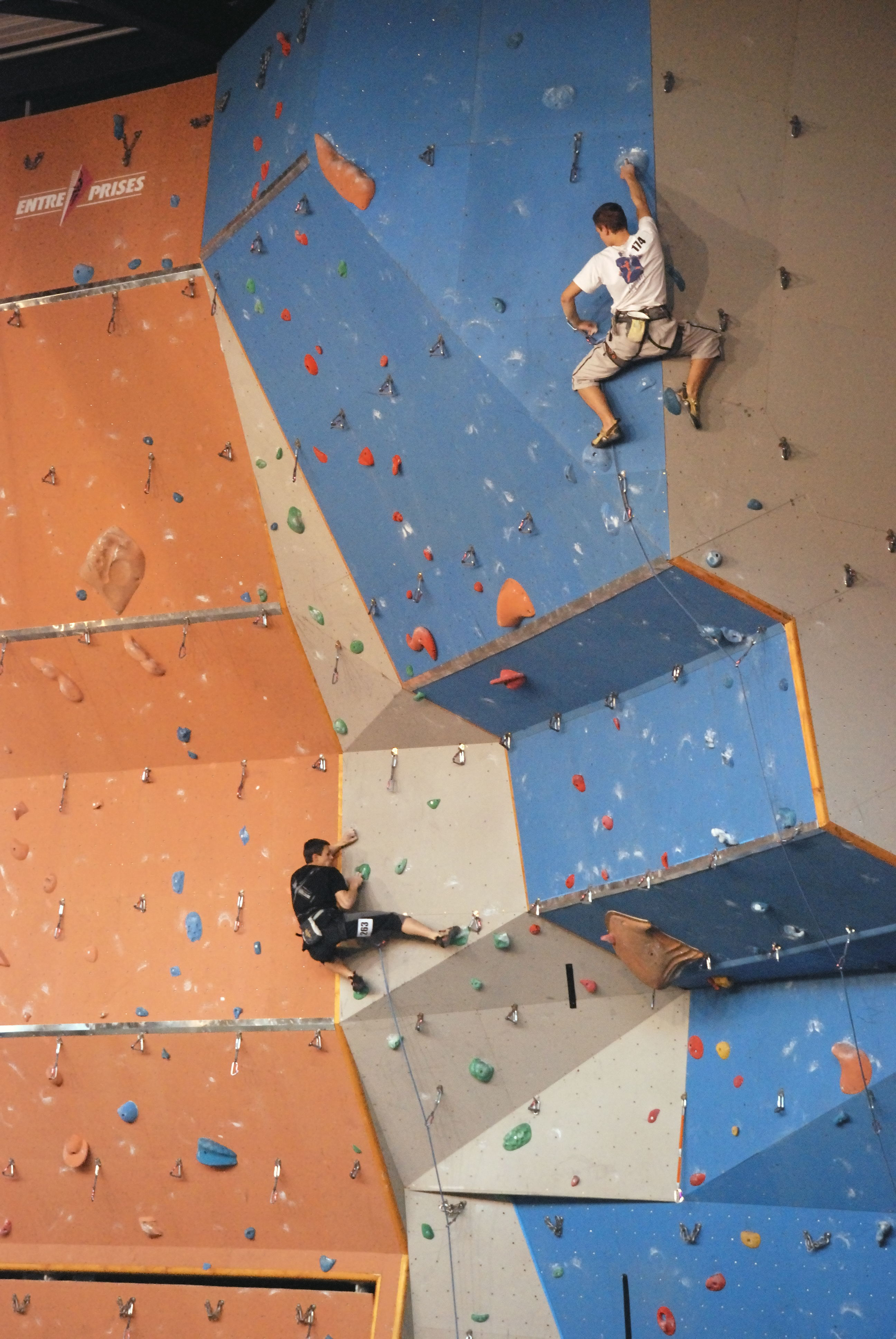
سنگ‌نوردی داخل سالن (سرطناب)